# Индийская астрономия
Индийская астрономия — астрономические познания и взгляды жителей Индийского субконтинента.

## Веды
Ранняя астрономия Индии была тесно связана с религией. Сведения, касающиеся небесных явлений, можно найти в Ведах — священных текстах ведийской религии, датируемых II—I тысячелетием до н. э. Здесь упоминаются солнечные затмения, даётся список двадцати семи «лунных стоянок» — накшатр, указывается способ вставки тринадцатого месяца. Космогонические гимны Вед прославляют божественную Землю-Притхиви и Солнце-Сурью. Также упоминается вся Наваграха.
К «Ведам» примыкает «Джьотиша-веданга», в которой описываются календарные расчёты, необходимые для правильного проведения жертвоприношений. Считается, что её окончательный текст был составлен Лагадхой в последние века до н. э., однако принятое в ней положение точек солнцестояний и равноденствий соответствует более ранней эпохе 12-14 века до н. э. Здесь рассматривается пятилетний календарный цикл («юга»), состоящий из 62 синодических и 67 сидерических месяцев, 1830 солнечных и 1835 сидерических суток, 1860 титх (1 титха = 1/30 синодического месяца), 1809 лунных накшатр (1 накшатра = 1/27 сидерического месяца) и 1768 лунных восходов. Указанные в «Джьотиша-веданге» длительности самого короткого и самого длинного дня в году относятся как 2 : 3, что примерно соответствует широте 35°.

## Пураны
Пураны, составленные в первых веках н. э. и отражающие представления брахманического индуизма, являются сборниками разнообразных преданий, в том числе и космологического характера. Индуистские представления об устройстве мира излагаются в «Вишну-пуране», «Матсья-пуране», «Ваю-пуране» и других пуранах. Здесь рассказывается о плоской Земле, в центре которой находится гора Меру, вокруг которой вращаются небесные светила, погоняемые непрестанным ветром; о семи земных континентах; о циклах времени, измеряемых гигантскими периодами лет. Приведём пару извлечений из «Маться-пураны» (в передаче Аль-Бируни в «Индии»):
Расстояние от неба до земли равно половине диаметра Земли. Солнце расположено ниже всех планет, а Луна — над ним. Лунные стоянки с их звёздами — выше Луны, а над ними Меркурий, за которым следует Венера, Марс, Юпитер, Сатурн, Большая Медведица, а над нею — Полярная звезда. И Полярная звезда связана с небом. Звёзд человек не может сосчитать («Индия», гл. LV).
Солнце и звёзды двигаются в направлении к югу с быстротой стрелы, вращаясь вокруг Меру. Вращение Солнца напоминает быстрое вращение бревна с горящим концом. Солнце по сути не исчезает, а только скрывается от одной части и продолжает светить другой части обитателей четырёх городов в четырёх сторонах от горы Меру. Оно вращается вокруг Меру, начиная с севера горы Локалока; оно не проходит далее Локалоки и не освещает её южную сторону («Индия», гл. XXVII).

## Сиддханты
Знакомство индийцев с греческой астрономией произошло в эллинистическую эпоху. Центром активных торговых и культурных контактов Индии с эллинистическим миром в первые века н. э. было побережье Западной Индии и примыкавшие к нему области. Около 150 года н. э. Яванешвара, учёный грек, живший при дворе Рудрадамана I, царя династии Западных Кшатрапов, перевёл с греческого языка на санскрит трактат по гороскопической астрологии. В Индии этот трактат стали называть «Явана-джатакой» (т. е. «Греческой джатакой»). Расчёты движения небесных тел в «Явана-джатаке» основаны на применении зигзагообразных функций — вавилонской технике, перенятой греческими астрономами. Около 270 года Спхуджидхваджа переложил «Явана-джатаку» на стихи, и именно это переложение дошло до наших дней.
Трактаты, излагающие новую научную астрономию, основанную на перенятых у греков идеях, стали называться сиддхантами. Варахамихира, живший в VI веке, перечисляет в своей «Панча-сиддхантике» пять сиддхант, имевшихся в его распоряжении: «Пайтамаха-сиддханту», «Васиштха-сиддханту», «Паулиша-сиддханту», «Ромака-сиддханту», «Сурья-сиддханту».
В основе первых двух сиддхант лежит вавилонская техника зигзагообразных функций. В «Пайтамаха-сиддханте» время отсчитывается от 11 января 80 года н. э. Возможно, что она была составлена немного позднее этой даты. «Васиштха-сиддханта» существовала уже в 270 году, поскольку её упоминает Спхуджидхваджа в «Явана-джаттаке» (XXIX, 3). «Паулиша-сиддханта» названа по имени некоего Павла, которого иногда отождествляют с астрологом Павлом Александрийским, а «Ромака-сиддханта» называется «римской».
В остальных трёх сиддхантах применяются тригонометрические методы расчётов. Кроме того, в них используется схема движения планет по эпициклам, разработанная Аполлонием и Гиппархом. Как предположил Бартель ван дер Варден, индийские планетные теории математически эквивалентны птолемеевой теории бисекции эксцентриситета (см. Эквант). Эта точка зрения получила поддержку в трудах ряда современных историков науки. С другой стороны, при моделировании движения Солнца и Луны индийские астрономы использовали теорию, в которой Земля находится в геометрическом центре орбиты светила, но скорость движения светила меняется таким образом, что его движение выглядит равномерным при наблюдении из точки, смещенной относительно его центра.
По мнению Варахамихиры, самой точной из сиддхант является «Сурья-сиддханта». Эта сиддханта неоднократно комментировалась и сохранилась в нескольких редакциях, заметно различающихся между собой. Она состоит из 14 разделов, в которых изучаются вопросы, связанные со средним движением и истинным положением планет, лунными и солнечными затмениями, определением направления, места и времени, нахождением одинакового положения планет и созвездий, изучением астрономических приборов и инструментов, рассмотрением ряда географических проблем.

## Классическая эпоха
Первыми индийскими астрономами, чьи сочинения дошли до нас целиком, были Ариабхата (476—550) и его младший современник Варахамихира (505—587). Они работали в Удджайне, столице Империи Гупта, в эпоху наибольшего расцвета индийской культуры. Их непосредственными последователями были Брахмагупта (598—660) и Бхаскара I (600—680).
Индийские учёные усвоили достижения греческой науки и внесли в развитие математической астрономии свой собственный вклад. В тригонометрических расчётах сферической геометрии они перешли от хорд, которыми пользовались греки, к синусам. Синус был ведён уже в «Сурье-сиддханте». В «Ариабхатии» Ариабхаты дано определение синуса и приведена таблица с шагом 3°45'.
Индийские астрономы успешно решали задачи сферической тригонометрии. Однако метод, описанный Птолемеем и основанный на теореме Менелая для полного четырёхсторонника, у них не применялся. Они пользовались проективными методами, которые соответствовали методам из «Аналеммы» Птолемея, и в результате получили набор вычислительных правил, позволявших решить любую задачу сферической астрономии. С их помощью такая задача сводилась в конечном счёте к сравнению подобных плоских прямоугольных треугольников между собой. При решении нередко применялась теория квадратных уравнений и метод последовательных приближений.
Из собственно астрономических вопросов примечательно учение Ариабхаты о том, что суточное движение неба — лишь кажущееся, вызванное вращением Земли вокруг своей оси.

## Контакты индийской и арабской астрономии
Во второй половине VIII века с индийскими сочинениями по астрономии познакомились багдадские астрономы — как гласит легенда, через одного из членов посольства Индии к халифу ал-Мансуру. Индийский учёный по имени Канка (или Манка) привёз с собой в Багдад сочинение Брахмагупты, «Брахма-спхута-сиддханту». Его перевод с санскрита на арабский язык выполнил один из виднейших представителей багдадской школы того времени, Мухаммад аль-Фазари. На основе этого перевода был составлен зидж, получивший название «Большой Синдхинд» и сыгравший важную роль в распространении индийских астрономо-математических методов.
Важные сведения о том, как происходила передача научных сведений в классическую эпоху, содержатся в сочинениях Абу Райхана Беруни. Он сам в период с 1017 по 1030 год провёл много лет в Индии, досконально изучил индийскую науку, многое перевёл с санскрита на арабский язык, равно как и с арабского языка на санскрит. Бируни в «Индии» даёт современной ему индийской астрономии такие характеристики:
Астрономия — самая знаменитая наука среди индийцев вследствие того, что с ней связаны дела их религии. К тому из них, кто не знает астрологии, не может быть применено звание астронома только ради знания математической астрономии («Индия», гл. XIV).
Что касается индийцев, то их религиозные книги и пураны — книги преданий, все они говорят о мироздании такое, что целиком противоречит тому, что принято у их астрономов за несомненную истину. Однако люди нуждаются в этих книгах при соблюдении обрядов, и благодаря им массы простого народа вынуждены руководствоваться астрономическими расчётами и астрологическими предостережениями. Поэтому они проявляют благосклонность к астрономам, любят говорить об их достоинствах, считают за счастливое предзнаменование встречу с ними и выражают твердую уверенность в том, что они станут обитателями рая и ни один из них не попадёт в ад. А их астрономы воздают им за это тем, что объявляют правдивыми их представления и к ним приноравливаются, хотя большая их часть противоречит истине, и снабжают их теми, какие им требуются. По этой причине с течением времени оба вида представлений перемешались; и в результате изложение их астрономов очень путаное, в особенности у подражателей, которые передают основы с чужих слов и не идут путём исследования, а таких авторов — большинство («Индия», гл. XXVI).

## Астрономия средневековой Индии
После опустошительных войн в Северной Индии центр науки и культуры переместился в Центральную и Южную Индию. Из астрономов и математиков этой эпохи известны Ариабхата II (920—1000), Шрипати (1019—1066), Бхаскара II (1114—1185).
В Керальской школе, основателем которой был Мадхава из Сангамаграмы (1350—1425), работали Ватасери Парамешвара (1380—1460), Дамодара (XV в.), Нилаканта Сомаяджи (1444—1544), Ачьюта Пишарати (1550—1621), Нараяна Бхаттатири (1559—1664). Астрономы Керальской школы с высокой точностью вычисляли величину предварения равноденствий, а также продолжительность года, лунного месяца и других астрономических констант.

## Савай Джай Сингх

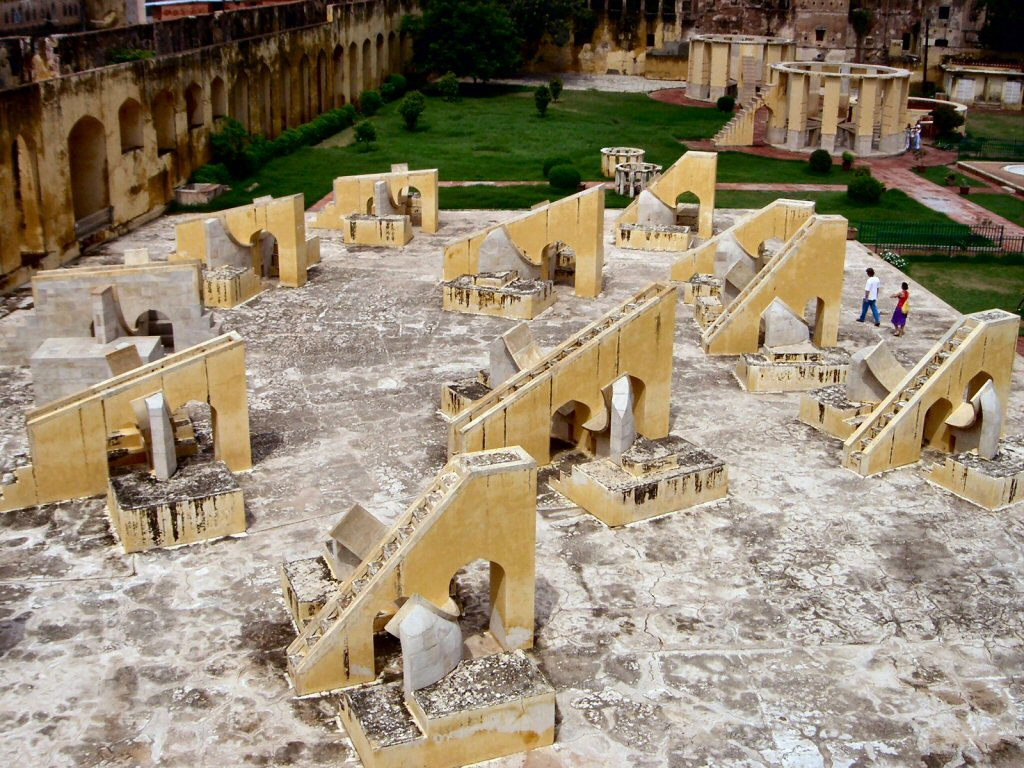
Обсерватория Савай Джай Сингха в Джайпуре

Последним ярким событием научной жизни Индии перед её завоеванием европейцами была деятельность правителя Раджпутаны Савай Джай Сингха (1686—1743), основавшего несколько обсерваторий в Северной и Центральной Индии. Эти обсерватории продолжали традицию таких крупных обсерваторий Востока с большими астрономическими инструментами, какими были Марагинская (13 в.) и Самаркандская (15 в.) обсерватории.
В составленном Савай Джай Сингхом зидже содержатся сведения о современной западной астрономии: в нём излагается учение о движении планет по эллипсам и указываются наблюдения колец Сатурна и спутников Юпитера.

### Исследования
- Бируни Абу Рейхан. Индия. Пер. А. Б. Халидова, Ю. Н. Завадовского. // Избранные произведения, Том II. Ташкент: Фан, 1963. // Репринт: М.: Ладомир, 1995.
- Ван-дер-Варден Б. Пробуждающаяся наука II. Рождение астрономии.— М.: Наука, 1991.
- Володарский А. И. Астрономия в Древней Индии // Историко-астрономические исследования. т. 12, 1975.
- Володарский А. И. Ариабхата: к 1500-летию со дня рождения.— М.: Наука, 1976.
- Куртик Г. Е. Теория прецессии в средневековой индийской и ранней исламской астрономии.— М.: Наука, 1987.
- Матвиевская Г. П. Очерки истории тригонометрии.— Ташкент: Фан, 1990.
- Brennand W. Hindu Astronomy.— Straker, 1896.
- Duke D. The Equant in India: The Mathematical Basis of Ancient Indian Planetary Models. Archive for History of Exact Sciences, V. 59, No 6, 2005.
- Duke D. An interesting property of the equant. DIO, V. 15, pp. 24–37, 2008.
- Kaye G. R. Hindu astronomy: ancient science of the Hindus.— New Dehli: Cosmo Publications, 1981.
- Lishk S. S. Jaina astronomy.— Dehli: Vidya Sagara Publications, 1987.
- Pingree D. On the Greek Origin of the Indian Planetary Model Employing a Double Epicycle // Journal of the History of Astronomy. — 1971. — Vol. 2. — P. 80—85.
- Pingree D. Concentric with Equant // Archives Internationales d'Histoire des Sciences. — 1974. — Vol. 24. — P. 26—28.
- Pingree D. The Recovery of Early Greek Astronomy from India // Journal of the History of Astronomy. — 1976. — Vol. 7. — P. 109—123.
- Rao S. B. Indian astronomy: an introduction.— Hyderabad: Universiteis Press, 2000.
- Rao N. K. Aspects of prehistoric astronomy in India // Bull. Astr. Soc. India, 33, p. 499—511, 2005.
- Sarma K. V. A history of the Kerala school of Hindu astronomy (in perspective).— Hoshiarpur: Vishveshvaranand Institute, 1972.
- Sharma V. N. Sawai Jai Singh and his astronomy.— Dehli: Motilal Banarsidass  Publishing, 1995.
- Sharma P. D. Hindu Astronomy.— Dehli: Global Vision Publishing, 2004.
- Thompson R. L. Vedic cosmography and astronomy.— Dehli: Motilal Banarsidass  Publishing, 2003.
- Thurston H. Greek and Indian planetary longitudes. Archive for History of Exact Sciences, V. 44, No 3, p. 191—195, 1992.
- Thurston H. Early astronomy. — New York: Springer-Verlag, 1994.
- Van der Waerden B. L. [www.astro-cabinet.ru/library/Waerden/Waerden_Gelio.htm The heliocentric system in Greek, Persian and Hindu astronomy] // In: From deferent to equant: A Volume of Studies in the History of Science in the Ancient and Medieval Near East in Honor of E.S. Kennedy. — Annals of the New York Academy of Sciences, 1987, June. — Vol. 500. — P. 525—545.